# 零山県
零山県（れいざん-けん）は中華人民共和国山西省にかつて存在した県。現在の孝義市一帯に相当する。
南北朝時代、北魏により設置され、北斉により廃止された。